# Schweizer Fussballmeisterschaft 1901/1902
Pátý ročník Schweizer Fussballmeisterschaft 1901/1902 (česky: Švýcarské fotbalové mistrovství) se konal za účastí již 14 klubů.
Sezonu vyhrál poprvé ve své historii FC Curych. Čtrnáct klubů bylo rozděleno do tří skupin (východ, střed a západ), poté se vítězové skupin utkaly proti sobě každý s každým. FC Curych vyhrál obě utkání a zaslouženě získal titul.